# Entre-deux-Monts

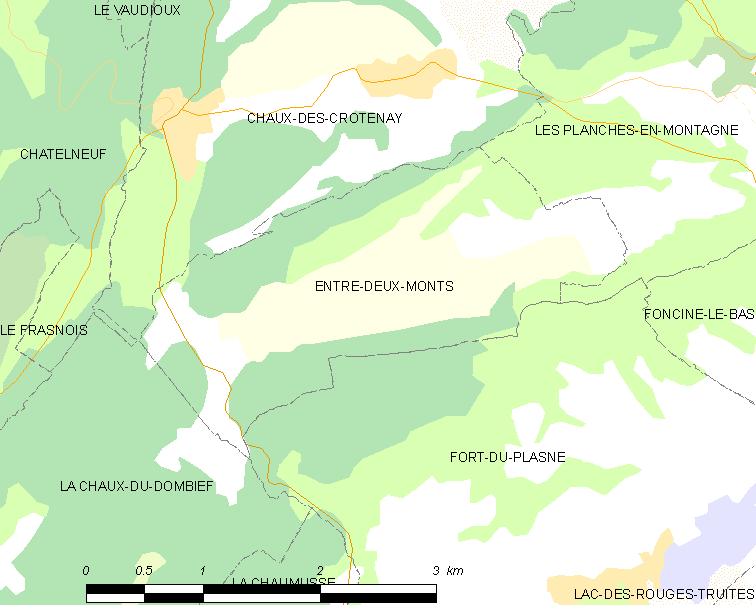

Entre-deux-Monts ist eine Gemeinde im französischen Département Jura in der Region Bourgogne-Franche-Comté.

## Geographie
Entre-deux-Monts liegt auf 806 m, etwa zwölf Kilometer südsüdöstlich der Stadt Champagnole (Luftlinie). Das Straßenzeilendorf erstreckt sich im Jura, in einem offenen Talbecken des Quénot, zwischen den Waldhöhen Rachet im Norden und Bois de Combe Noire im Süden.
Die Fläche des 5,36 km² großen Gemeindegebiets umfasst einen Abschnitt des französischen Juras. Die Landschaft ist geprägt durch Geländekämme und Längsmulden, die gemäß der Streichrichtung des Faltenjuras in dieser Region in Richtung Südwest-Nordost orientiert sind. Der zentrale Teil des Gebietes wird von der rund ein Kilometer breiten Längsmulde des Quénot eingenommen, der für die Entwässerung nach Westen zur Lemme sorgt.
Flankiert wird die Längsmulde von Entre-deux-Monts im Norden vom Höhenzug des Rachet (895 m) und des Col du Gyps. Im Süden wird sie überragt von Steilhang des Bois de la Combe Noire, dessen Oberkante von einem Felsband gekrönt wird. Auf dieser Höhe wird mit 940 m die höchste Erhebung von Entre-deux-Monts erreicht. Den östlichen Abschluss der Mulde bildet die Waldhöhe von Les Epinois (876 m). Nach Westen erstreckt sich das Gemeindeareal bis in die breite Talniederung der Lemme. Das Gemeindegebiet ist Teil des Regionalen Naturparks Haut-Jura (frz.: Parc naturel régional du Haut-Jura).
Zu Entre-deux-Monts gehören der Weiler Morillon (725 m) in einer Talweitung an der Lemme am Westfuß des Bois de Combe Noire sowie einige Einzelhöfe. Nachbargemeinden von Entre-deux-Monts sind Chaux-des-Crotenay im Norden, Les Planches-en-Montagne im Osten, Fort-du-Plasne im Süden sowie La Chaux-du-Dombief im Westen.

## Geschichte
Erstmals urkundlich erwähnt wird Entre-deux-Monts im frühen 13. Jahrhundert unter dem Namen Sous-Malruche; im Jahr 1295 erscheint erstmals die heutige Bezeichnung. Bei Morillon befand sich seit dem 15. Jahrhundert ein wichtiger Brückenübergang über die Lemme, an dem bis Ende des 18. Jahrhunderts Zoll erhoben wurde. Zusammen mit der Franche-Comté gelangte Entre-deux-Monts mit dem Frieden von Nimwegen 1678 an Frankreich.

## Sehenswürdigkeiten
Im Weiler Morillon befindet sich ein Oratoire, das 1809 erbaut wurde. Aus dem Jahr 1835 stammt die Mairie.

## Bevölkerung
| Jahr                       | 1962 | 1968 | 1975 | 1982 | 1990 | 1999 | 2006 | 2017 |
| Einwohner                  | 134  | 139  | 99   | 102  | 114  | 123  | 146  | 142  |
| Quellen: Cassini und INSEE |      |      |      |      |      |      |      |      |

Mit 165 Einwohnern (Stand 1. Januar 2022) gehört Entre-deux-Monts zu den kleinsten Gemeinden des Départements Jura. Nachdem die Einwohnerzahl in der ersten Hälfte des 20. Jahrhunderts markant abgenommen hatte (1886 wurden noch 294 Personen gezählt), wurde seit Beginn der 1980er Jahre wieder eine leichte Bevölkerungszunahme verzeichnet.

## Wirtschaft und Infrastruktur
Entre-deux-Monts war bis weit ins 20. Jahrhundert hinein ein vorwiegend durch die Landwirtschaft, insbesondere Viehzucht und Milchwirtschaft, sowie durch die Forstwirtschaft geprägtes Dorf. Daneben gibt es heute einige Betriebe des lokalen Kleingewerbes. Viele Erwerbstätige sind auch Wegpendler, die in den größeren Ortschaften der Umgebung ihrer Arbeit nachgehen.
Die Ortschaft liegt abseits der größeren Durchgangsstraßen, ist aber von der Hauptstraße N5, die von Champagnole nach Morez führt, leicht erreichbar. Weitere Straßenverbindungen bestehen mit Les Planches-en-Montagne und Chaux-des-Crotenay.